# コービー・メイヨ
- コビー・メイヨ

コービー・ジェラルド・メイヨ（Coby Gerald Mayo, 2001年12月10日 - ）は、アメリカ合衆国フロリダ州コーラルスプリングス出身のプロ野球選手（三塁手）。右投右打。MLBのボルチモア・オリオールズ傘下所属。

## 経歴

### プロ入りとオリオールズ時代
2020年のMLBドラフト4巡目（全体102位）でボルチモア・オリオールズから指名され、予定していたフロリダ大学への進学をとりやめプロ入り。契約金は175万ドル。
2021年に傘下のルーキー級フロリダ・コンプレックスリーグ・オリオールズでプロデビューし、シーズン途中にA級デルマーバ・ショアバーズへ昇格。2チーム合計で53試合に出場して打率.319、9本塁打、41打点を記録した。
2022年はルーキー級フロリダ・コンプレックスリーグで開幕を迎え、シーズン途中にA+級アバディーン・アイアンバーズ、AA級ボウイ・ベイソックスへ昇格。3チーム合計で104試合に出場して打率.247、19本塁打、69打点を記録した。
2023年はAA級ボウイで開幕を迎え、シーズン途中にAAA級ノーフォーク・タイズへ昇格した。このシーズンは2チームで打率.290、29本塁打、99打点を記録し、AA級イースタンリーグのMVPにも選出された。
2024年8月2日にメジャー昇格を果たした。メジャーデビューとなったこの年は17試合に出場したが、打率.098、本塁打0本と不振だった。
2025年は開幕前のスプリングトレーニングに参加したが、打率.190、3打点とアピールに失敗。同年3月18日にAAA級ノーフォークに降格してダズ・キャメロン、ニック・ゴードン、タデウス・ウォードらと共にマイナーリーグのキャンプに参加することになった。

## 人物
2018年に17人もの死傷者が出た銃乱射事件のあったフロリダ州のストーンマン・ダグラス高出身であり、事件時、在学中だった。メイヨ本人はこの事件について話すことを好まず、目撃したことを詳細に説明することを拒否した。

## 詳細情報

### 年度別打撃成績
| 年 度    | 球 団    | 試 合 | 打 席 | 打 数 | 得 点 | 安 打 | 二 塁 打 | 三 塁 打 | 本 塁 打 | 塁 打 | 打 点 | 盗 塁 | 盗 塁 死 | 犠 打 | 犠 飛 | 四 球 | 敬 遠 | 死 球 | 三 振 | 併 殺 打 | 打 率 | 出 塁 率 | 長 打 率 | O P S |
| -------- | -------- | ----- | ----- | ----- | ----- | ----- | -------- | -------- | -------- | ----- | ----- | ----- | -------- | ----- | ----- | ----- | ----- | ----- | ----- | -------- | ----- | -------- | -------- | ----- |
| 2024     | BAL      | 17    | 46    | 41    | 4     | 4     | 0        | 0        | 0        | 4     | 0     | 0     | 0        | 0     | 0     | 4     | 0     | 1     | 22    | 1        | .098  | .196     | .098     | .294  |
| MLB：1年 | MLB：1年 | 17    | 46    | 41    | 4     | 4     | 0        | 0        | 0        | 4     | 0     | 0     | 0        | 0     | 0     | 4     | 0     | 1     | 22    | 1        | .098  | .196     | .098     | .294  |

- 2024年度シーズン終了時

### 年度別守備成績
| 年 度 | 球 団 | 一塁（1B） | 一塁（1B） | 一塁（1B） | 一塁（1B） | 一塁（1B） | 一塁（1B） | 三塁（3B） | 三塁（3B） | 三塁（3B） | 三塁（3B） | 三塁（3B） | 三塁（3B） |
| 年 度 | 球 団 | 試 合      | 刺 殺      | 補 殺      | 失 策      | 併 殺      | 守 備 率   | 試 合      | 刺 殺      | 補 殺      | 失 策      | 併 殺      | 守 備 率   |
| ----- | ----- | ---------- | ---------- | ---------- | ---------- | ---------- | ---------- | ---------- | ---------- | ---------- | ---------- | ---------- | ---------- |
| 2024  | BAL   | 4          | 12         | 1          | 0          | 2          | 1.000      | 12         | 3          | 7          | 1          | 0          | .909       |
| MLB   | MLB   | 4          | 12         | 1          | 0          | 2          | 1.000      | 12         | 3          | 7          | 1          | 0          | .909       |

- 2024年度シーズン終了時

### 背番号
- 16（2024年）